# Calymmochilus subnubilus
Calymmochilus subnubilus är en stekelart som först beskrevs av Walker 1872.  Calymmochilus subnubilus ingår i släktet Calymmochilus och familjen hoppglanssteklar. Inga underarter finns listade.